# Nesphostylis
Genre
Nesphostylis est un genre de plantes à fleurs dicotylédones de la famille des Fabaceae, sous-famille des Faboideae, originaire d'Afrique et d'Asie, qui comprend quatre espèces acceptées.

## Liste d'espèces
Selon The Plant List (7 octobre 2018) :
- Nesphostylis bracteata (Baker) D.Potter & J.J.Doyle
- Nesphostylis holosericea (Baker) Verdc.
- Nesphostylis junodii (Harms) Munyeny. & F.A.Bisby
- Nesphostylis lanceolata (Baker) H.Ohashi & Tateishi